# Panspoeus guttatus
Panspoeus guttatus is een keversoort uit de familie kniptorren (Elateridae). De wetenschappelijke naam van de soort is voor het eerst geldig gepubliceerd in 1877 door Sharp.